# Bariloche (Río Negro)

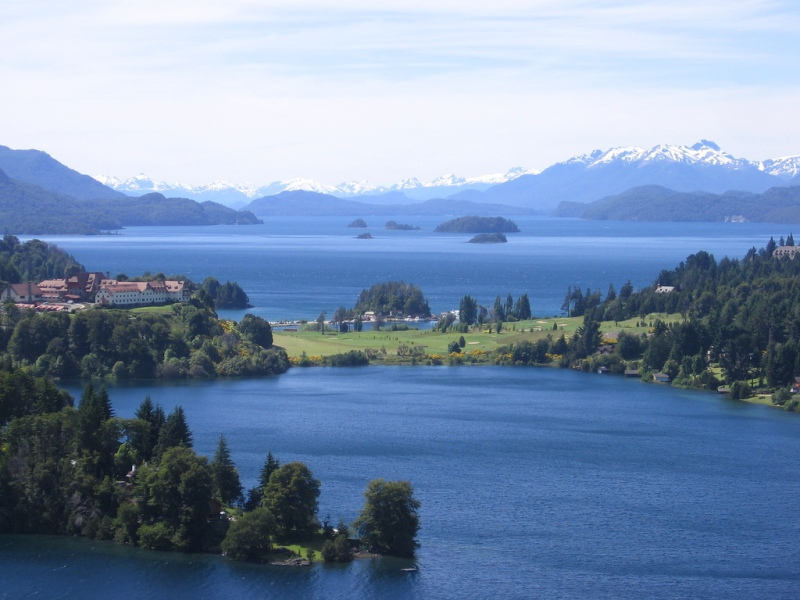
Nahuel Huapi

Bariloche (officiële naam San Carlos de Bariloche) is een stad in het departement Bariloche in de provincie Río Negro in Argentinië. De stad, gelegen in het hart van het nationale park Nahuel Huapi aan de oever van het Nahuel Huapi-meer, heeft ongeveer 105.000 inwoners. Het is een belangrijk toeristendoel, geliefd bij elitefamilies.
Qua uiterlijk heeft de stad een sterk Midden-Europees voorkomen, aangezien de voorouders van grondleggers en van veel huidige inwoners uit Duitsland, Zwitserland, Oostenrijk-Hongarije en Noord-Italië afkomstig zijn. Zowel de stedelijke architectuur met zijn Zwitserse chalets als de economie, die sterk op het toerisme, chocolade- en keramiekindustrie steunt, getuigt van deze invloed. De chocolade is nog steeds in de handen van een aantal Noord-Italiaanse families.

## Geschiedenis
Het gebied van het Nahuel Huapi-meer is na de woestijnveldtocht van generaal Julio A. Roca tegen het einde van de 19e eeuw gekoloniseerd. De Texaanse cowboy Jarred Jones en de Duitse immigrant Carlos Wiederholt hebben onafhankelijk van elkaar twee nederzettingen gesticht.
San Carlos de Bariloche is ambtelijk in 1902 gesticht en heeft aanvankelijk als centrum voor de handel met Zuid-Chili gediend. De naam San Carlos is toegevoegd in 1902. Het gebied heeft al in deze periode buitenlandse toeristen gelokt zoals de Amerikaanse president Theodore Roosevelt en de Prins van Wales.
Dankzij de bouw van een spoorwegverbinding in 1932 genoot Bariloche steeds grotere populariteit als toeristenbestemming, vooral na de Tweede Wereldoorlog.
Bariloche is volgens sommige journalisten reeds vanaf de jaren twintig van de 20e eeuw een centrum van fascistische en nationaalsocialistische activiteiten geweest, vooral door een concentratie van Duitse immigranten. In de Club Andino Bariloche (Andesclub Bariloche), een beroemde bergsportvereniging die ook wintersporttoernooien organiseert, werd nog lang na 1945 openlijk nazipropaganda gemaakt. Ook is er een Duitse school waar Mein Kampf ooit tot de verplichte leerstof behoorde en waar de swastika-vlag regelmatig aan de gevel wapperde. 
Toen na de oorlog nazi-Duitsers en Belgische collaborateurs op de vlucht voor justitie een toevluchtsoord zochten, waren zij onder president Juan Perón welkom in deze gemeenschap. Een belangrijke tussenpersoon was Pierre Daye, die zelf wegens collaboratie de doodstraf had gekregen. Bariloche wordt soms met Patagonië ook het Argentijnse Beieren genoemd. Eén van de Belgen die er leefde was de schilder Antoon Maes, eveneens in België ter dood veroordeeld. Tijdens de Tweede Wereldoorlog koos hij als lid van de Vlaamse SS en de DeVlag de kant van de Duitse bezetter. De nazisympathisanten van Bariloche hebben nooit officieel met het verleden gebroken. 
Bariloche kwam in het nieuws in 1995 toen bekend werd dat Hauptsturmführer Erich Priebke hier jarenlang ongemoeid had gewoond met zijn gezin. Priebke was vele jaren de directeur van de Duitse school in Bariloche.
In juli 2008 reisde een delegatie van het Simon Wiesenthalcentrum naar Bariloche in het kader van de opsporing van de oorlogsmisdadiger Aribert Heim, een commandant van het concentratiekamp Mauthausen, maar ze vonden geen bewijzen voor diens aanwezigheid. Heim zou onder een schuilnaam in Syrië leven.
“Bariloche” is ook de naam van een zesdelige documentairereeks die door de Vlaamse televisiezender Canvas uitgezonden werd in het voorjaar van 2022. In de reeks praat Eric Goens met de kinderen en kleinkinderen van Vlaamse collaborateurs die na de Tweede Wereldoorlog naar Argentinië gevlucht zijn om er een nieuw leven op te bouwen.

## Bezienswaardigheden

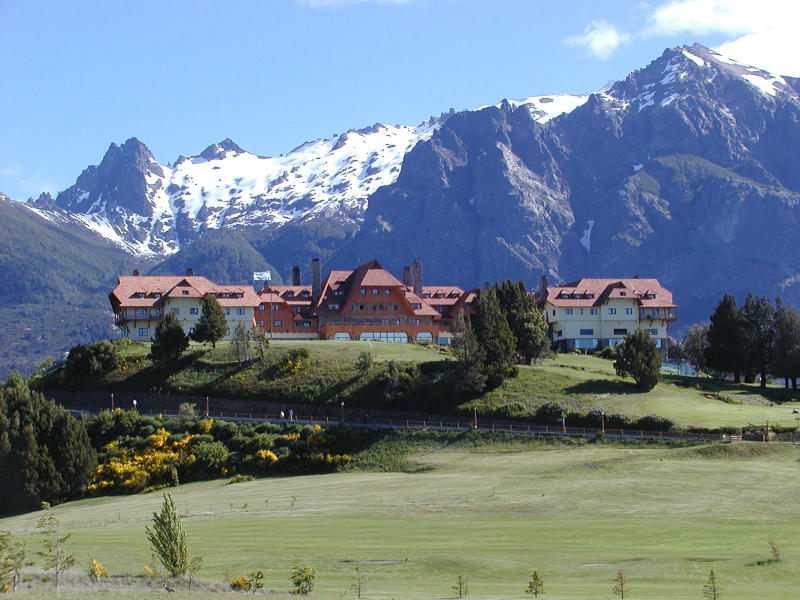
Llao llao

- Het Patagoniamuseum in het Centro Civico is – naast de chocoladefabrieken – de belangrijkste bezienswaardigheid in de stad zelf. Dit behandelt de geologische geschiedenis van de omgeving en zijn fauna. Daarnaast is er aandacht voor Indiaanse kunst.
- El Bolsón, bijna 120 kilometer van Bariloche, is een klein dorp in een rustige vallei. In de jaren zestig was dit de hoofdstad van de Argentijnse hippiebeweging, en er zijn nog steeds enkelen die hier een alternatieve levensstijl zoeken.
- Nationaal park Nahuel Huapi rond het Nahuel Huapi-meer
- De berg Cerro Catedral, tevens skigebied

## Religie
De stad is sinds 1993 de zetel van het rooms-katholieke bisdom San Carlos de Bariloche. De stedelijke patroonheilige is niet de heilige Karel, maar Onze-Lieve-Vrouw van Nahuel Huapi, tevens de patroonheilige van de kathedraal.

## Sport en excursies
Bootvaarten, allerlei soorten watersport, jacht, paardrijden, golf, bergklimmen en skisport in de winter. Het skicentrum Antonio Lynch op de Cerro Catedral ongeveer 17 kilometer van Bariloche is een van die grootste op het Zuidelijk Halfrond. Ook de familie Zorreguieta bracht hier de wintersportvakanties door in hun eigen vakantiehuisje. Máxima ging hier met Willem-Alexander skiën in 1999 toen ze hem aan haar familie voorstelde. Ook prins Bernhard logeerde ooit in San Carlos de Bariloche.

## Plaatselijke producten
Chocolade, keramiek, gekonfijte vruchten en truien, die plaatselijk worden vervaardigd, zijn van uitstekende kwaliteit en populair als souvenir.

## Galerij

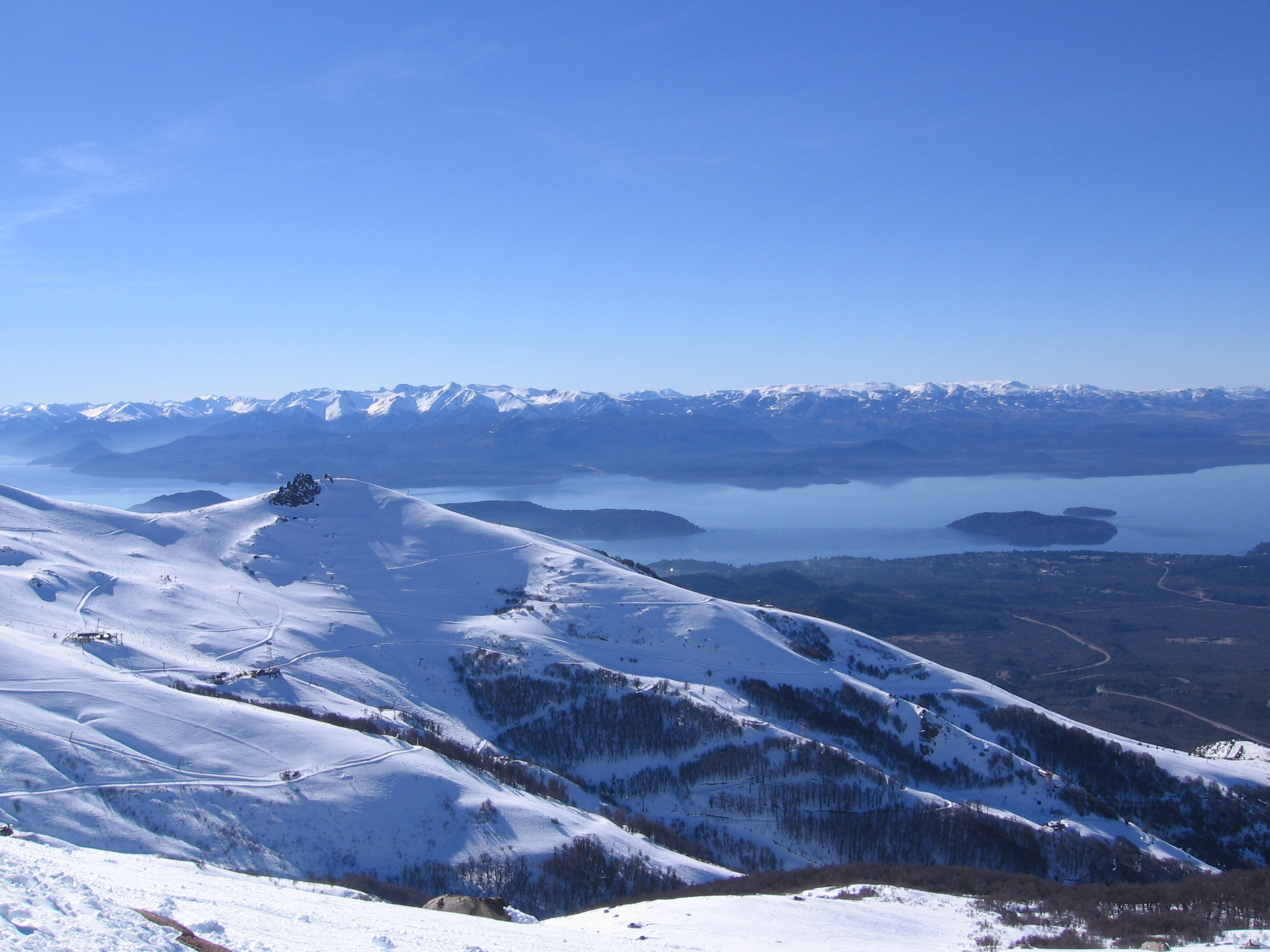
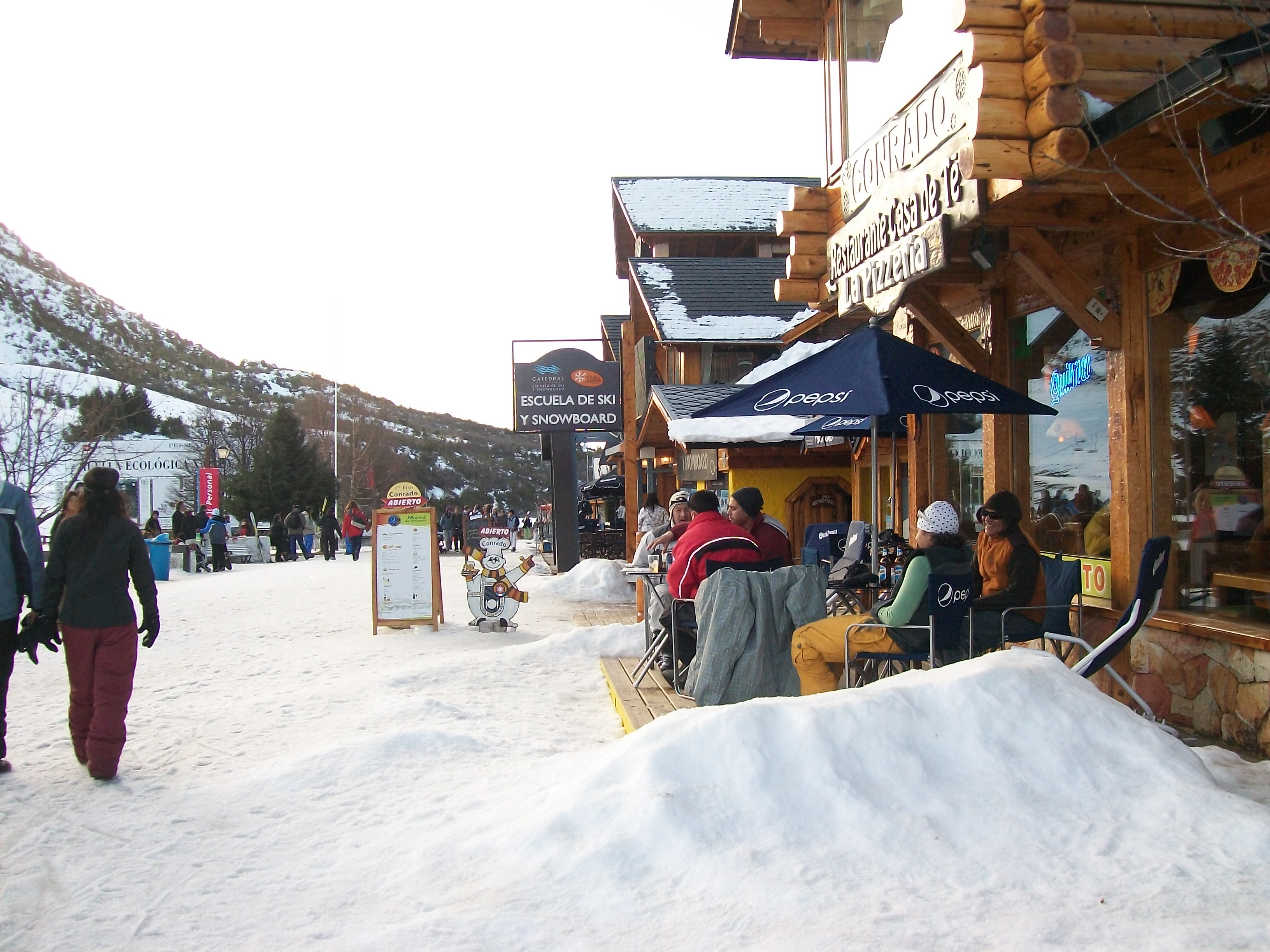
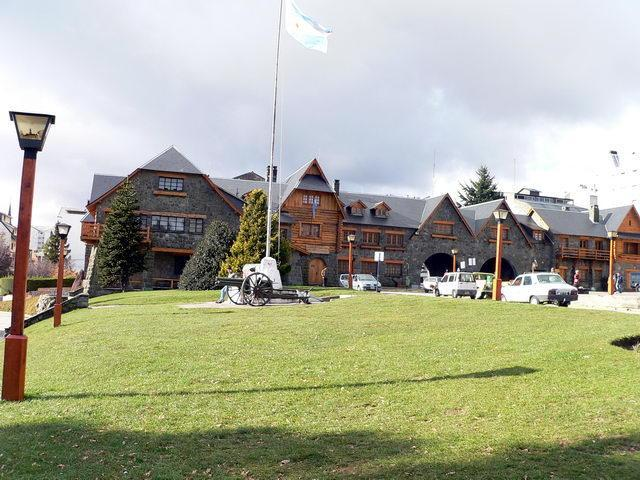